# Supercopa d'Europa de futbol 1984
La Supercopa d'Europa de futbol 1984 va ser una competició que va enfrontar el campió de la Copa d'Europa, el Liverpool FC, amb el campió de la Recopa d'Europa, la Juventus FC. En aquell moment la Supercopa d'Europa es jugava a doble partit, però només es va poder jugar l'anada (a Torí) per problemes amb el calendari. La Juventus va guanyar 2 a 0. El partit va ser el mateix que quatre mesos després es va veure a la final de la Copa d'Europa, famosa pel desastre de Heysel.

## Partit
| Juventus FC    | 2 – 0 | Liverpool FC |
| -------------- | ----- | ------------ |
| Boniek 39' 79' |       |              |

| JUVENTUS:           |    |                  |
|                     |    |                  |
| PO                  | 1  | Luciano Bodini   |
| DF                  | 2  | Luciano Favero   |
| DF                  | 3  | Antonio Cabrini  |
| CC                  | 4  | Massimo Bonini   |
| DF                  | 5  | Sergio Brio      |
| DF                  | 6  | Gaetano Scirea   |
| DV                  | 7  | Massimo Briaschi |
| CC                  | 8  | Marco Tardelli   |
| DV                  | 9  | Paolo Rossi      |
| CC                  | 10 | Michel Platini   |
| CC                  | 11 | Zbigniew Boniek  |
| Entrenador:         |    |                  |
| Giovanni Trapattoni |    |                  |

| LIVERPOOL:     |    |                  |  |     |
|                |    |                  |  |     |
| PO             | 1  | Bruce Grobbelaar |  |     |
| LD             | 2  | Phil Neal        |  |     |
| LE             | 3  | Alan Kennedy     |  |     |
| DF             | 4  | Mark Lawrenson   |  | 46' |
| CC             | 5  | Steve Nicol      |  |     |
| DF             | 6  | Alan Hansen      |  |     |
| DV             | 7  | Paul Walsh       |  |     |
| CC             | 8  | Ronnie Whelan    |  |     |
| DV             | 9  | Ian Rush         |  |     |
| CC             | 10 | Kevin MacDonald  |  |     |
| CC             | 11 | John Wark        |  |     |
| Substitucions: |    |                  |  |     |
| DF             | 12 | Jim Beglin       |  |     |
| GK             | 13 | Bob Bolder       |  |     |
| DF             | 14 | Gary Gillespie   |  | 46' |
| MF             | 15 | Sammy Lee        |  |     |
| MF             | 16 | Jan Mølby        |  |     |
| Entrenador:    |    |                  |  |     |
| Joe Fagan      |    |                  |  |     |

| Supercopa d'Europa 1984  |
| ------------------------ |
| Italy                    |
| Juventus FC Primer títol |